# 78430 Andrewpearce
78430 Andrewpearce è un asteroide della fascia principale. Scoperto nel 2002, presenta un'orbita caratterizzata da un semiasse maggiore pari a 2,7079360 UA e da un'eccentricità di 0,0580027, inclinata di 3,21509° rispetto all'eclittica.
L'asteroide è dedicato all'astronomo amatoriale australiano Andrew R. Pearce.